# Абдуллаева, Ягут Бабакиши гызы
Ягут Бабакиши гызы Абдуллаева   (азерб. Yaqut Abdullayeva); род. 1963, Джебраил) — исполнительница мугама и азербайджанских народных песен, заслуженный артист Азербайджанской Республики (2006), доцент Азербайджанского государственного университета культуры и искусств.

## Биография
Ягут Абдуллаева родилась в 1953 году в квартале Ярахмедли города Джебраил. 13 декабря 2023 года она была награждена орденом «Труд» 3 степени в связи с 100-летием Азербайджанского государственного университета культуры и искусств.

## Творчество
Ягут Абдуллаева с 1978 года, после окончания Азербайджанского государственного института искусств, работает на кафедре вокала этого учебного заведения. Она преподает мугам и народные песни.
После своего первого выступления на телевидении, её пригласили в Азербайджанский государственный академический театр оперы и балета, и в 1982 году она начала свою деятельность в этом театре. Здесь она добилась больших успехов, исполнив роль Лейли в опере «Лейли и Меджнун», роль Арабзанги в «Шахе Исмаиле», а также роль Сенем в «Скале невест» с большим мастерством.
В «Золотом фонде» Азербайджанского телевидения сохранены несколько её сольных концертов, а в радиофонде — сотни записей народных песен, музыкальных произведений и мугама.
Ягут Абдуллаева также выступала в ряде зарубежных стран, таких как Германия, Польша, Венгрия, Болгария и Турция.